# Famous in Love (1.ª temporada)
A primeira temporada de Famous in Love, uma série de drama americana baseado no romance de mesmo nome de Rebecca Serle, estreou em 18 de abril 2017 pela Freeform, terminando em 27 de junho no mesmo ano.

## Enredo
Famous In Love segue a estudante universitária Paige quando ela faz sua grande chance depois de fazer um teste para o papel principal de um blockbuster de Hollywood. Ela deve agora navegar sua nova vida repleta de estrelas e os altos e baixos que vêm sendo a nova it girl da cidade, bem como equilibrar sua carga de trabalho da faculdade. À medida que seu perfil público continua a crescer e a inegável química com seu novo parceiro e galã de Hollywood, Rainer Devon, cresce, suas amizades estão mais tensas com seus dois melhores amigos – particularmente Jake, que pode ser mais do que apenas seu amigo.

## Elenco

### Regular
- Bella Thorne como Paige Townsen
- Carter Jenkins como Rainer Devon
- Charlie DePew como Jake Salt
- Georgie Flores como Cassandra Perkins
- Niki Koss como Alexis Glenn
- Pepi Sonuga como Tangey Turner
- Keith Powers como Jordan Wilder
- Perrey Reeves como Nina Devon

## Produção
A Freeform, então conhecida como ABC Family, havia escolhido o piloto para desenvolvimento acelerado em 19 de março de 2015. Em 18 de novembro de 2016, a emissora anunciou que a série iria estrear em 18 de abril de 2017. A série é baseada no romance de mesmo nome, escrito por Rebecca Serle, ela trabalhou com I. Marlene King para desenvolver o romance em uma série de televisão. Em 3 de agosto de 2017, foi anunciado que a série seria renovada para uma segunda temporada, que teve sua estreia em 4 de abril de 2018.

## Recepção
O episódio piloto atraiu 0.65 de espectadores, e obteve mais de 10 milhões de visualizações em todas as plataformas nos primeiros cinco dias após sua estreia. No site de agregador de revisão Rotten Tomatoes a série tem um índice de aprovação de 60% com base em 5 comentários. No Metacritic, que usa uma média ponderada, atribuiu uma pontuação de 45 de 100, indicando comentários "misto ou médio".

## Episódios
| N.º na série | N.º na temp. | Título                 | Dirigido por                   | Escrito por                         | Exibição original    | Audiência (milhões) |
| ------------ | ------------ | ---------------------- | ------------------------------ | ----------------------------------- | -------------------- | ------------------- |
| 1            | 1            | "Pilot"                | Miguel Arteta Tawnia McKiernan | I. Marlene King e Rebecca Serle     | 18 de abril de 2017  | 0.65                |
| 2            | 2            | "A Star Is Torn"       | Norman Buckley                 | I. Marlene King & Christopher Fife  | 4 de janeiro de 2017 | 0.39                |
| 3            | 3            | "Not So Easy A"        | Michael Goi                    | Tawnya Bhattacharya & Ali Laventhol | 2 de maio de 2017    | 0.30                |
| 4            | 4            | "Prelude to a Diss"    | Mary Lou Belli                 | Rebecca Serle                       | 9 de maio de 2017    | 0.28                |
| 5            | 5            | "Some Luke It Not"     | Tanya Hamilton                 | William H. Brown                    | 16 de maio de 2017   | 0.21                |
| 6            | 6            | "Found in Translation" | Ron Lagomarsino                | Kateland Brown                      | 23 de maio de 2017   | 0.26                |
| 7            | 7            | "Secrets & Pies"       | Roger Kumple                   | Miguel Ian Raya                     | 30 de maio de 2017   | 0.29                |
| 8            | 8            | "Crazy Scripted Love"  | Geary McLeod                   | Tawnya Bhattacharya & Ali Laventhol | 6 de junho de 2017   | 0.33                |
| 9            | 9            | "Fifty Shades of Red"  | Susanna Fogel                  | Christopher Fife & William H. Brown | 13 de junho de 2017  | 0.36                |
| 10           | 10           | "Leaving Los Angeles"  | Elizabeth Allen Rosenbaum      | Melissa Carter                      | 13 de junho de 2017  | 0.23                |